# Sphinx pseudostigmatica
Sphinx pseudostigmatica är en fjärilsart som beskrevs av Gehlen. 1928. Sphinx pseudostigmatica ingår i släktet Sphinx och familjen svärmare. Inga underarter finns listade i Catalogue of Life.